# Jørgen Christopher Hagemann
Jørgen Christopher Hagemann (født 24. december 1783 i Nykøbing Mors, død 29. april 1850 i København) var en dansk officer.
Han var søn af kaptajn i infanteriet Hans Jacob Hagemann og Marie født Sørensen, blev landkadet 1794, fændrik ved Prins Frederiks Regiment 1799, sekondløjtnant ved Marinekorpset 1803 og vendte som premierløjtnant 1808 tilbage til sin oprindelige afdeling (1806 Christian Frederiks Regiment, 1839 Kongens Regiment, 1842 6. Linjeinfanteribataljon), hvor han nu udelukkende havde ansættelse, fra 1812 som kaptajn, fra 1825 som major, fra 1833 som oberstløjtnant, fra 1840 som oberst og næstkommanderende, fra 1842 som chef, indtil han i 1848 kort efter krigens udbrud fik kommandoen over 2. Infanteribrigade. Denne førte han i kampene ved Nybøl 28. maj ved Dybbøl 5. juni. I slutningen af 1848 forfremmedes han til generalmajor, men fik det følgende år sin afsked på grund af svagelighed og døde 29. april 1850 i København.
Den 28. oktober 1836 blev han Ridder af Dannebrog og den 28. juni 1845 Dannebrogsmand.
Han var gift med Julie Cathrine Schleisner (født 6. oktober 1806, død 19. oktober 1867), datter af kattunfabrikør Fritz Schleisner i Lyngby.